# Xenylla zairensis
Xenylla zairensis är en urinsektsart som beskrevs av Olga M. Martynova 1979. Xenylla zairensis ingår i släktet Xenylla och familjen Hypogastruridae. Inga underarter finns listade i Catalogue of Life.